# Lausanne HC
Lausanne HC (celým názvem: Lausanne Hockey Club ) je švýcarský klub ledního hokeje, který sídlí ve městě Lausanne v kantonu Vaud. Založen byl v roce 1922. V letech 1938–1946 působil pod názvem HC Montchoisi Lausanne. Od sezóny 2013/14 působí v National League, švýcarské nejvyšší soutěži ledního hokeje. Klubové barvy jsou červená a bílá.
Své domácí zápasy odehrává v Patinoire Provisoire Malley 2.0 s kapacitou 6 600 diváků.

## Historické názvy
Zdroj:
- 1922 – Lausanne HC (Lausanne Hockey Club)
- 1938 – fúze se Star Lausanne HC ⇒ HC Montchoisi Lausanne (Hockey Club Montchoisi Lausanne)
- 1949 – Lausanne HC (Lausanne Hockey Club)

## Přehled ligové účasti
Zdroj:
- 1922–1923: Championnat National (1. ligová úroveň ve Švýcarsku)
- 1931–1932: Championnat National (1. ligová úroveň ve Švýcarsku)
- 1940–1954: National League (1. ligová úroveň ve Švýcarsku)
- 1954–1957: National League B West (2. ligová úroveň ve Švýcarsku)
- 1957–1961: National League (1. ligová úroveň ve Švýcarsku)
- 1961–1978: National League B West (2. ligová úroveň ve Švýcarsku)
- 1978–1981: National League (1. ligová úroveň ve Švýcarsku)
- 1981–1984: National League B West (2. ligová úroveň ve Švýcarsku)
- 1984–1985: 1. Liga (3. ligová úroveň ve Švýcarsku)
- 1985–1986: National League B (2. ligová úroveň ve Švýcarsku)
- 1986–1989: 1. Liga (3. ligová úroveň ve Švýcarsku)
- 1989–1995: National League B (2. ligová úroveň ve Švýcarsku)
- 1995–1996: National League (1. ligová úroveň ve Švýcarsku)
- 1996–2001: National League B (2. ligová úroveň ve Švýcarsku)
- 2001–2005: National League (1. ligová úroveň ve Švýcarsku)
- 2005–2013: National League B (2. ligová úroveň ve Švýcarsku)
- 2013– : National League (1. ligová úroveň ve Švýcarsku)

## Jednotlivé sezóny
| Švýcarsko (1992 – ) |                  |                                              |                            |
| Sezona              | Umístění v ZČ    | Play-off                                     | Češi                       |
| 1992/1993           | nehráli          | nehráli                                      |                            |
| 1993/1994           | nehráli          | nehráli                                      |                            |
| 1994/1995           | nehráli          | nehráli                                      |                            |
| 1995/1996           | 10. místo        | Ne                                           |                            |
| 1996/1997           | nehráli          | nehráli                                      |                            |
| 1997/1998           | nehráli          | nehráli                                      |                            |
| 1998/1999           | nehráli          | nehráli                                      |                            |
| 1999/2000           | nehráli          | nehráli                                      |                            |
| 2000/2001           | nehráli          | nehráli                                      |                            |
| 2001/2002           | 9. místo         | Ne                                           |                            |
| 2002/2003           | 12. místo        | Ne                                           |                            |
| 2003/2004           | 11. místo        | Ne                                           |                            |
| 2004/2005           | 12. místo        | Ne                                           |                            |
| 2005/2006           | nehráli          | nehráli                                      |                            |
| 2006/2007           | nehráli          | nehráli                                      |                            |
| 2007/2008           | nehráli          | nehráli                                      |                            |
| 2008/2009           | nehráli          | nehráli                                      |                            |
| 2009/2010           | nehráli          | nehráli                                      |                            |
| 2010/2011           | nehráli          | nehráli                                      |                            |
| 2011/2012           | nehráli          | nehráli                                      |                            |
| 2012/2013           | nehráli          | nehráli                                      |                            |
| 2013/2014           | 8. místo         | Čtvrtfinále Prohra s ZSC Lions 3 : 4         |                            |
| 2014/2015           | 7. místo         | Čtvrtfinále Prohra s SC Bern 3 : 4           |                            |
| 2015/2016           | 9. místo         | Ne                                           |                            |
| 2016/2017           | 4. místo         | Čtvrtfinále Prohra s HC Davos 0 : 4          |                            |
| 2017/2018           | 10. místo        | Ne                                           | Jakub Štěpánek             |
| 2018/2019           | Bronzová medaile | Čtvrtfinále Prohra s SCL Tigers 3 : 4        |                            |
| 2019/2020           | 6. místo         | play-off zrušeno kvůli pandemii covidu-19    |                            |
| 2020/2021           | 4. místo         | Čtvrtfinále Prohra s ZSC Lions 2 : 4         | Vladimír Roth, Petr Čajka  |
| 2021/2022           | 7. místo         | Čtvrtfinále Prohra s Fribourg-Gottéron 1 : 4 | Michael Frolík, Jiří Sekáč |
| 2022/2023           | 11. místo        | Ne                                           | Jiří Sekáč                 |
| 2023/2024           | Bronzová medaile | Finále Prohra s ZSC Lions 3 : 4              | Jiří Sekáč                 |
| 2024/2025           |                  |                                              | David Sklenička            |

## Účast v mezinárodních pohárech
Zdroj:
Legenda: SP - Spenglerův pohár, EHP - Evropský hokejový pohár, EHL - Evropská hokejová liga, SSix - Super six, IIHFSup - IIHF Superpohár, VC - Victoria Cup, HLMI - Hokejová liga mistrů IIHF, ET - European Trophy, HLM - Hokejová Liga mistrů, KP – Kontinentální pohár
- SP 1941 – Základní skupina (3. místo)
- SP 1945 – Základní skupina (4. místo)
- SP 1947 – Základní skupina (3. místo)
- SP 1948 – Základní skupina (3. místo)
- SP 1950 – Základní skupina (5. místo)
- SP 1951 – Zápas o 3. místo
- HLM 2019/2020 – Prohra ve čtvrtfinále s Luleå HF